# 大江戸風雲伝
『大江戸風雲伝』（おおえどふううんでん）は、1994年4月8日から1994年7月15日までNHK総合テレビの「金曜時代劇」で放送されたテレビドラマである。
原作は山本周五郎の小説『栄花物語』。主題歌は吉田拓郎。

## キャスト
- 青山信二郎：近藤真彦
- その子：南野陽子
- 河井保之助：柄沢次郎/小原裕貴(当時、ジャニーズJr.)
- 新吉：清水宏次朗
- おさだ：石野陽子
- 藤扇：畠田理恵
- 田沼意次：平幹二朗
- 田沼意知：黒田アーサー
- 松本秀持：狭間鉄
- 三浦庄司：小林克也
- 佐野政言：渡浩行
- 松平定信：阿部寛
- 藤代外記：黒沢年男
- 徳川家治：堀内正美
- 徳川治貞：長沢大
- 徳川宗睦：加藤治
- 徳川治保：長棟嘉道
- 堀田正順：森下哲夫
- 本多忠籌：早坂直家
- 加納久周：岸本功
- 牧野成賢：小田草之介
- 松平忠郷：村上幹夫
- 赤井忠晶：竹村健

ほか

## スタッフ
- 原作：山本周五郎「栄花物語」
- 脚本：大久保昌一良、石原武龍
- 演出：重光亨彦
- 音楽：小六禮次郎

### 主題歌
「決断の時」
作詞・作曲・編曲・歌 - 吉田拓郎

## サブタイトル
1. 運命の糸
2. 嵐のわかれ
3. あだ化粧
4. 冬のちまた
5. 田沼暗殺計画
6. 陰謀の渦
7. 裏切り
8. お役御免
9. 傷心
10. 殿中の刃傷
11. 世直し大明神
12. 吉原大火
13. 一揆騒乱
14. 逃避行
15. 風の彼方

| NHK総合 金曜20時台 | NHK総合 金曜20時台 | NHK総合 金曜20時台 |
| 前番組             | 番組名             | 次番組             |
| ------------------ | ------------------ | ------------------ |
| はやぶさ新八御用帳 | 大江戸風雲伝       | 戦国武士の有給休暇 |